# 上海国际金融中心
上海國金中心（英語：Shanghai IFC，全稱上海國際金融中心），前身為陸家嘴美食城，為一个位于中國上海市的綜合商业建筑。該建筑位於上海浦東新區世纪大道8号，東鄰金茂大廈，西接正大廣場，北面為上海軌道交通二號線陸家嘴站及陸家嘴中心綠地。總開發面積為400,000平方米，其中甲级办公楼210,000平方米，酒店90,000平方米，商场100,000平方米。物業由兩幢高層办公塔楼及一座低層建築組成。南座高249.9米（53層）、北座高259.9米（56層）、低层建筑高85米。第一期80,000平方米寫字樓及商场於2009年落成，其餘部份將於2010年完成。發展商為香港新鴻基地產發展有限公司，总体建筑设计為Pelli Clarke Pelli建筑设计事务所的西薩‧佩里（Cesar Pelli），项目总承建商為上海建工（集团）总公司。
滙豐銀行（中國）有限公司總行佔用其南座寫字樓22层共58,000平方米办公楼面，並获得冠名权：汇丰银行大楼。除滙豐中國外，汇丰银行大楼其他租戶包括信诚基金（9樓）、彭博新闻社、富达国际（Fidelity International）、英國施羅德集團（11楼1101室）、哈佛商学院、美国沃特财务及美国凯易国际律师事务所等国际金融机构。麗思卡爾頓酒店設於南座寫字樓，設有278個酒店房間。

## 歷史
- 2007年6月25日：上海國際金融中心动土兴建。
- 2008年10月13日：滙豐銀行大樓 - 上海國金中心南座—汇丰银行大楼正式封頂[7]。
- 2010年4月28日：上海國際金融中心商場開始試業，並有限度開放。
- 2010年6月9日：上海國金中心滙豐銀行中國總部開幕。[8]
- 2010年6月21日：上海浦東麗思卡爾頓酒店開業。

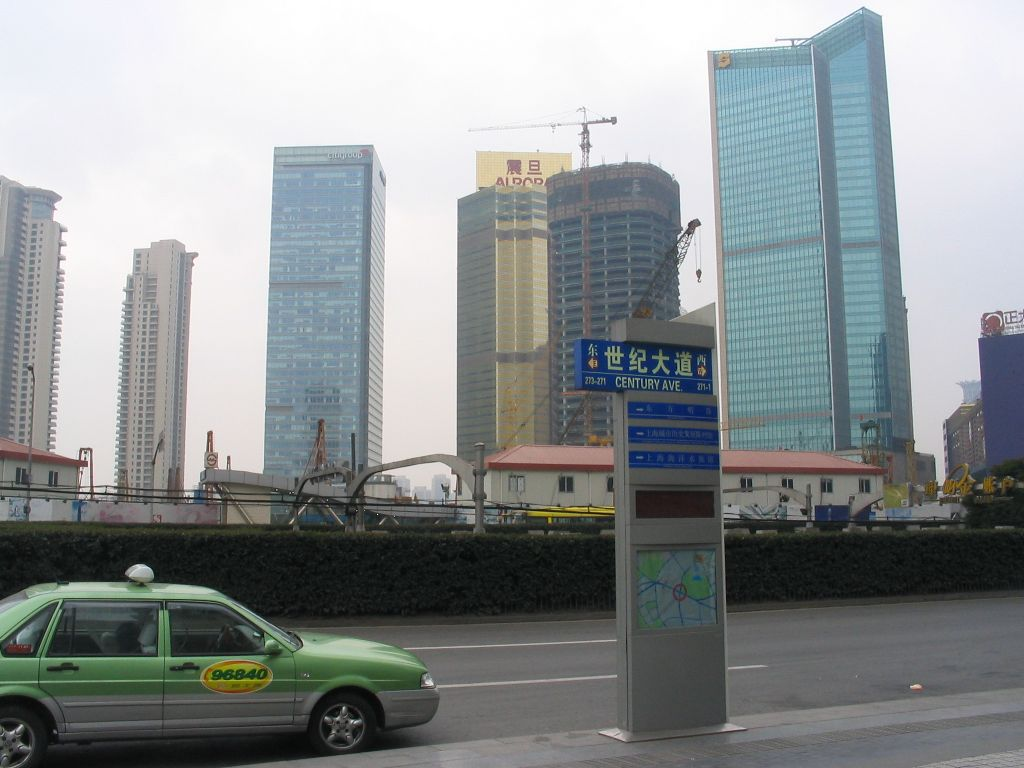
上海國際金融中心地盤北靠世紀大道（2006年11月，金茂大厦）
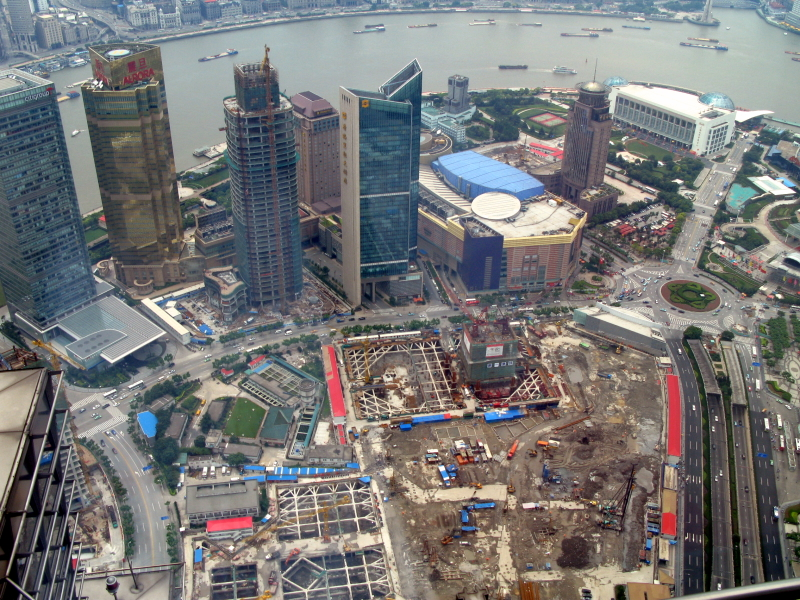
上海國際金融中心地盤鳥瞰（2007年6月）
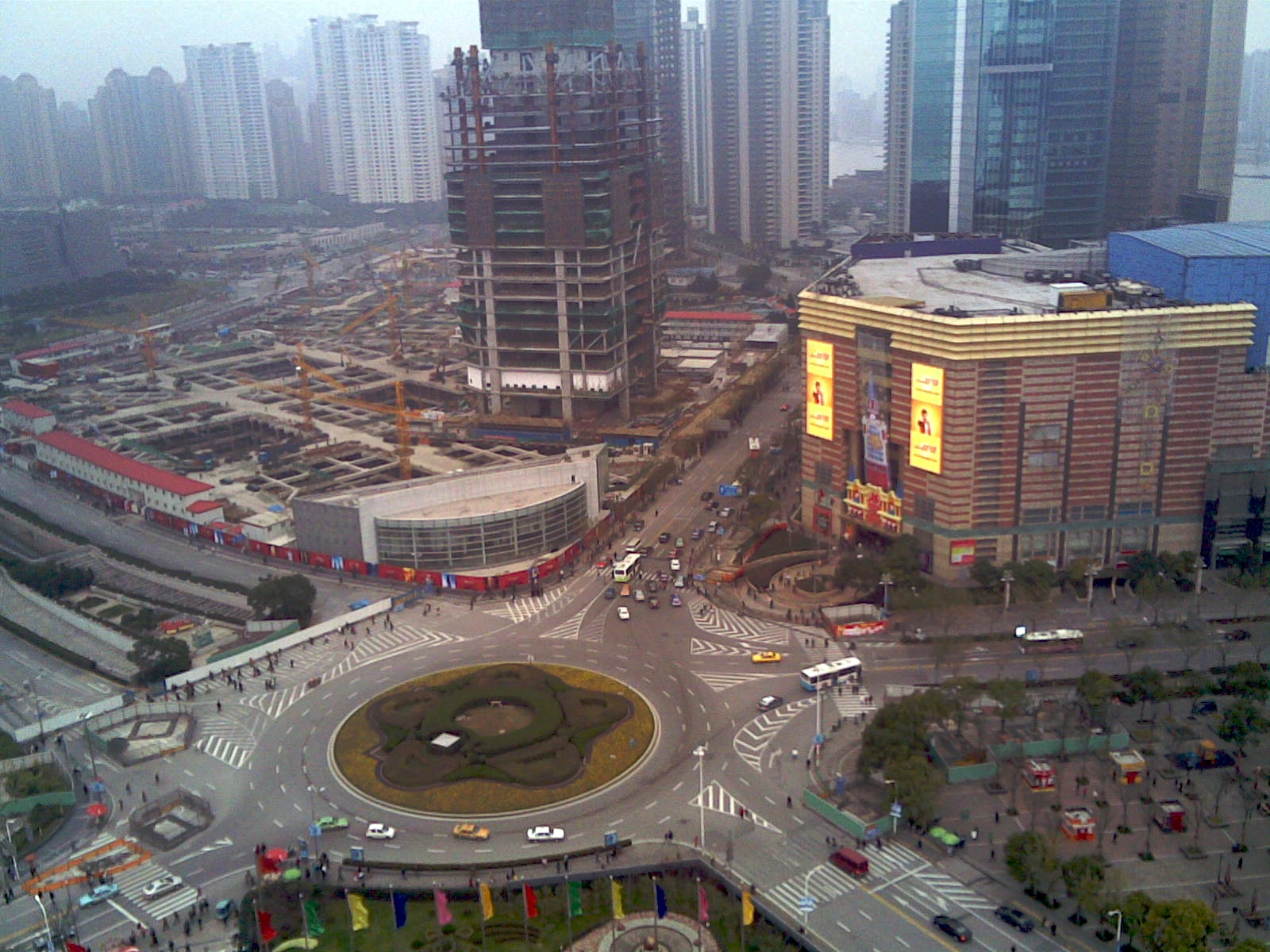
建築中的上海國際金融中心（左上方）（2007年12月）
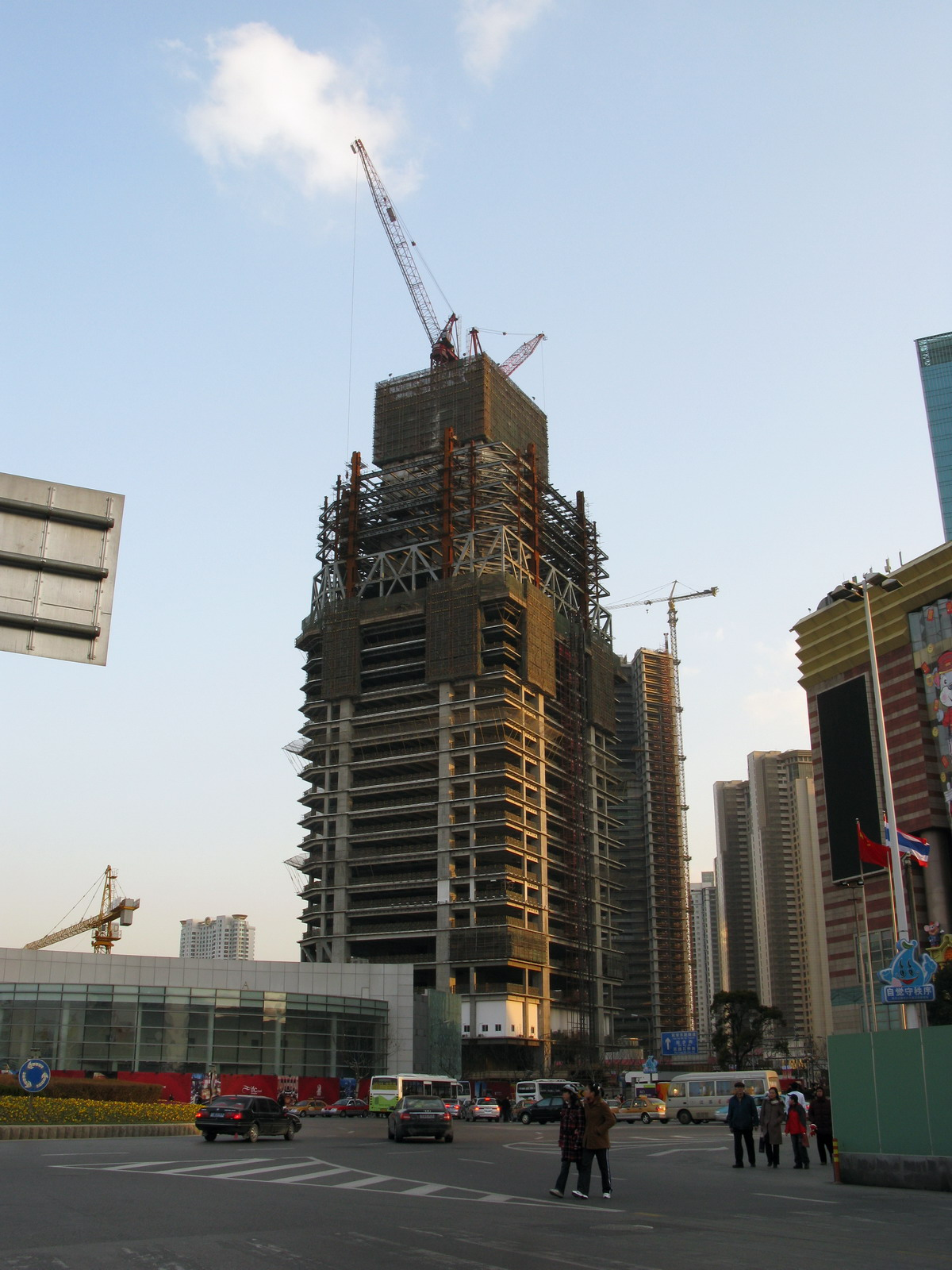
建築中的上海國際金融中心南座—汇丰银行大楼（2008年2月）
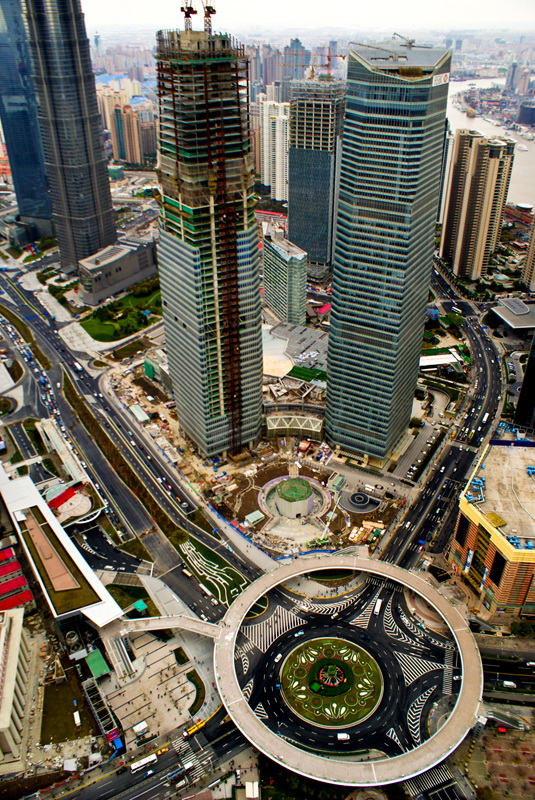
建築中的上海國際金融中心（2010年4月）

## 商場
上海國金中心商場（IFC Mall）總面積約為110萬平方呎，樓高6層，分為兩期發展。一期樓面面積約100萬平方呎，設有超過180多間品牌旗艦店及各式餐廳，其中一半是零售，30%是餐飲，其餘為超市、電影院等。租客戶約15%是首次在中國大陸開設，40%是首度進駐上海。一期商場於2010年4月28日起開始試業，並有限度開放。預計大部份店舖於2010年10月開業。此外，商場地庫設三層停車場，共有1,900個停車位。
地下層設蘋果電腦中國大陸第二大的旗艦店Apple 浦东，佔地1,500平方米。商場更設有首間在國內開業，百老匯院線旗下的百麗宮電影院（Palace Cinema）及港資超市Citysuper在大陸的第一家分店。其他租戶包括快餐店“筷食通”（Fast Menu）、時裝店、美容化妝品店。
底樓租戶大多是國際連鎖時裝飾品店，共25家，包括路易·威登、香奈尔、愛馬仕、古馳、卡地亞、Ermenegildo Zegna、菲拉格慕、蒂芙尼、登喜路及巴寶莉等。底樓的主要走廊號稱“星光大道”，天花板高達十米，走廊旁的商舖則採用複式商舖設計。包括杜嘉班纳、亞曼尼及普拉達。該層亦設意大利餐廳Cova。
三樓設香港的粤菜餐廳利苑、粥面店正斗粥面专家、越南菜餐廳金牛苑及来自台湾的火锅餐厅太和殿麻辣火鍋。
四樓同样有不少的餐厅，例如美國連鎖餐廳Morton's of Chicago在中國大陸的第一家連鎖店、來自香港的意式餐廳Isola、来自日本的炸猪排餐厅银座梅林，以及英国連鎖咖啡茶叶店Whittard of Chelsea等。

## 麗思卡爾頓酒店
麗思卡爾頓酒店位於國金中心南座（一期）大樓頂部的18層，擁有285間客房和套房，由世界著名設計師César Pelli設計。客房及套房面積由540至4,300平方呎，包括麗思卡爾頓套房和總統套房。酒店行政樓共有三層，入住該樓層的賓客，可隨時享用位於49層行政酒廊的酒店服務和設施。酒店的餐飲設施包括金軒中餐廳、Scena意大利餐廳及頂層餐廳酒吧等。

## 滙丰中國總部
國金中心南座大樓22至38楼设立有滙丰中國總部（郵寄地址在37樓）。按照原香港上海滙丰銀行的傳統，在大樓門前置有兩尊銅獅，按照香港總部前的銅獅（而不是外灘老滙丰大樓前的原件）複製。

## 交通
地鐵2號綫、14号线在此设有陸家嘴站，其中14号线车站部分站体和两线之间的换乘通道是大楼地下结构的一部分。此外在商場附近還有數座公交巴士站。商場附近的陆家嘴金融城1路穿梭巴士由此直達上海轮渡东昌路轮渡站。